# Taunus-Auto

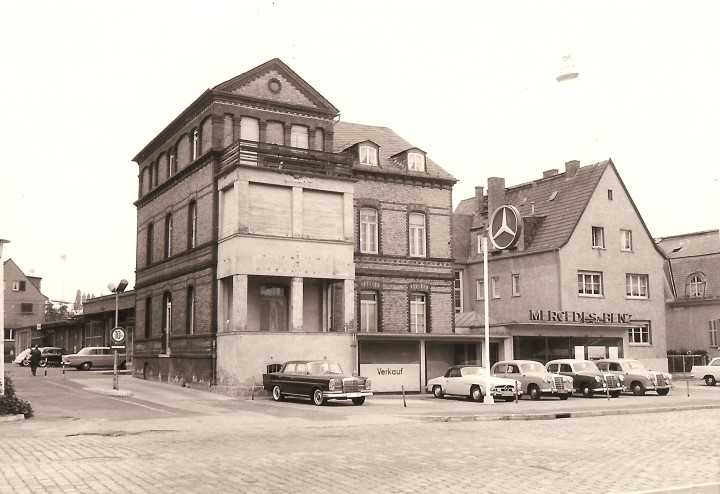
Die Aufnahme aus dem Jahr 1963 zeigt die Verkaufsräume der Taunus-Auto-Verkaufs-GmbH auf der Mainzer Straße 92 in Wiesbaden

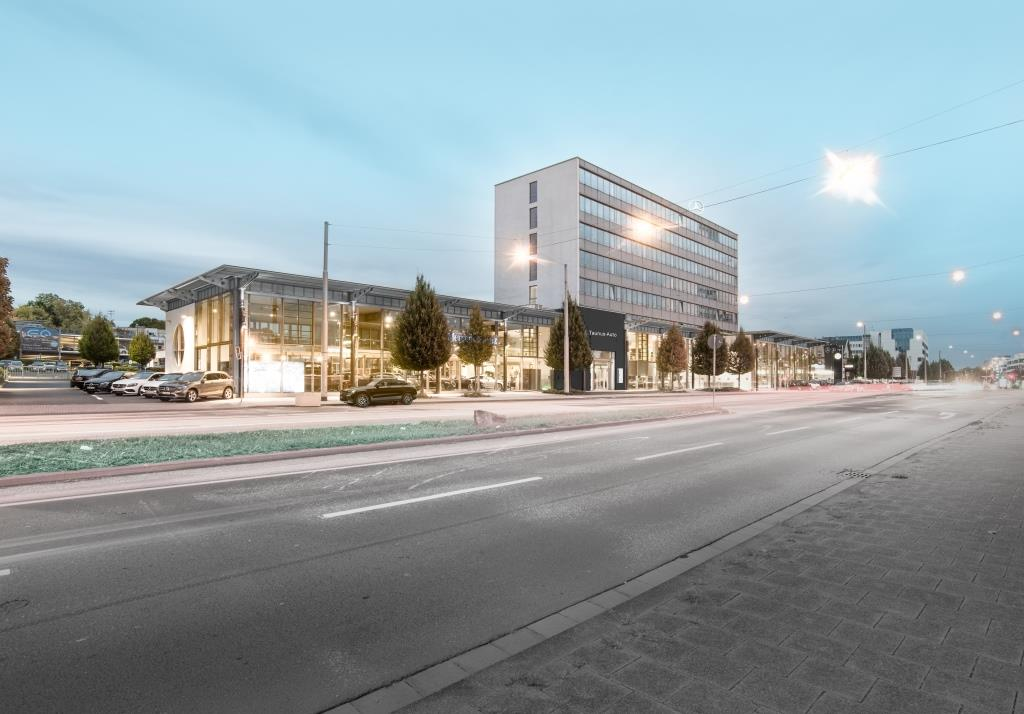
Hauptbetrieb der Taunus-Auto-Verkaufs-GmbH in der Mainzer Straße 82–92 in Wiesbaden. (2019)

Die 1929 gegründete Taunus-Auto-Verkaufs-GmbH & Co. KG (kurz Taunus-Auto) ist eine Automobilhandelsgruppe mit Hauptsitz in Wiesbaden und Filialen in Idstein und Taunusstein.

## Unternehmensgeschichte

### Gründung
Am 8. Januar 1929 wurde die Taunus-Auto-Verkaufs-GmbH durch Georg Pätzold und Jean Roth in den Räumen des früheren Taunus-Hotels in der Rheinstraße 21 gegründet. In Anlehnung an den Gründungsort wurde der Name „Taunus-Auto-Verkaufs-GmbH“ gewählt. Gleichzeitig wurde die Vertretung für die Marke General Motors übernommen.

### Taunus-Auto und Daimler-Benz
Am 15. September 1932 wurde die Taunus-Auto-Verkaufs-GmbH zum Vertragspartner der Daimler-Benz AG.

### 1960 bis 1970
Am Standort in der Mainzer Straße wurde zu Beginn der 1960er- und 1970er-Jahre mit dem Bau eines Ersatzteillagers, einer Lackiererei mit Spenglerei sowie einer Lehrlingswerkstatt gebaut und das Unternehmen erweitert. Im Wiesbadener Stadtteil Schierstein wurde im Jahr 1965 eine Filiale für den Verkauf und die Reparatur von Nutzfahrzeugen eingerichtet.

### 1973 bis 1975
Neubau des siebenstöckigen Verwaltungsgebäudes in der Mainzer-Straße 82–92.

### 1976 bis 2000
Bis in die 1990er-Jahre war Taunus-Auto von Wachstum geprägt. 1979 wurde ein Betrieb in Taunusstein eröffnet, 1986 ein neues Ausbildungszentrum eingeweiht, 1996 die Gebrauchtwagen-Passage in der Mainzer Straße eröffnet und 1997 die Vertragswerkstatt Berninger in Idstein übernommen. Am 1. Juli 1995 übernahm die Daimler AG als Gesellschafter mit Übernahme ihrer fünfzigprozentigen Beteiligung die unternehmerische Gesamtverantwortung. Durch den Anteilsverkauf von Georg und Günter Nicolaus Pätzold wurde die Taunus-Auto-Verkaufs-GmbH am 1. Januar 1999 zur hundertprozentigen Tochtergesellschaft der damaligen DaimlerChrysler AG. Das Unternehmen zählte 2015–2017 zu den führenden 100 Händlergruppen in Deutschland.

### 2000 bis 2014
Nach umfangreichen Umbaumaßnahmen zur Neugestaltung und Vergrößerung der Ausstellungsfläche in der Mainzer Straße wurde im Mai 2003 das Verkaufshaus wiedereröffnet. Nach den Plänen der Wiesbadener Architekten Schön und Rückoldt entstand ein gläsernes Atrium, das neben der Nutzung als Neuwagen-Ausstellungsraum auch für kulturelle Veranstaltungen genutzt wird. Im Jahr 2006 startete in der Mainzer Straße der Verkauf und Service des Kleinwagens smart durch die smart Vertriebs GmbH, die zum 1. Oktober 2013 die Verantwortung des smart Centers Wiesbaden offiziell an die Taunus-Auto-Verkaufs-GmbH übergab.

### 2015
Im Zuge der Neuausrichtung des konzerneigenen Mercedes-Benz-Vertriebs der Daimler AG durch den Verkauf von insgesamt 63 der 158 Niederlassungsstandorte, bekam die Taunus-Auto-Verkaufs-GmbH zum 1. Januar 2015 mit Christoph Jolas, Geschäftsführer der KBM Motorfahrzeuge GmbH & Co. KG aus Neuwied einen neuen Eigentümer und Gesellschafter. Zum 1. September 2015 wurde der gebürtige Wiesbadener Jochen Kreit zum Geschäftsführer der Taunus-Auto-Verkaufs-GmbH bestellt.

### 2023
Die Taunus-Auto-Verkaufs-GmbH hat im Oktober 2023 einen Rechtsformwechsel vollzogen und firmiert ab diesem Zeitpunkt unter Taunus-Auto-Verkaufs-GmbH & Co. KG. Persönlich haftende Gesellschafterin ist die TAV Verwaltungs GmbH.

### 2025
Im Jahr 2025 wurde die Taunus-Auto-Verkaufs GmbH & Co. KG im Zuge der vollständigen Übernahme der KBM-Gruppe durch die Schweizer Merbag Gruppe Teil des Merbag-Netzwerks. Die Merbag Holding GmbH mit Sitz in Trier übernahm zum 1. April 2025 sämtliche Handelsaktivitäten der KBM Motorfahrzeug GmbH, zu der Taunus-Auto seit 2015 gehörte. Mit dem Erwerb setzte Merbag ihren Ausbau im deutschen Automobilhandel fort, nachdem sie bereits 2021 erstmals in den Markt eingetreten war.
Seit dem 15. Juli 2025 firmiert das Unternehmen unter dem Namen Merbag Wiesbaden GmbH. Die Umbenennung erfolgte im Zuge der vollständigen Integration in die Schweizer Merbag Gruppe, die zuvor die Handelsaktivitäten der KBM-Gruppe übernommen hatte. Innerhalb der neuen Gesellschaft werden die bisherigen Taunus-Auto-Standorte in Wiesbaden, Wiesbaden-Schierstein, Taunusstein und Idstein unter dem neuen Namen fortgeführt.